# Warszawska Odznaka Krajoznawcza
Warszawska Odznaka Krajoznawcza (WOK) – regionalna odznaka krajoznawcza Polskiego Towarzystwa Turystyczno-Krajoznawczego ustanowiona w 1972 roku w celu popularyzacji zabytków i atrakcji turystycznych Warszawy. Autorem projektu graficznego jest Leszek Białkowski. Opiekę nad odznaką sprawuje Mazowieckie Kolegium Instruktorów Krajoznawstwa działające przy Regionalnej Pracowni Krajoznawczej w Warszawie.
WOK posiada cztery stopnie: popularny, brązowy, srebrny i złoty. Poszczególne stopnie zdobywa się przez odwiedzenie i poznanie stosownej liczby miejsc według regulaminu odznaki. Dwa pierwsze stopnie przyznają komisje krajoznawcze oddziałów PTTK z terenu miasta stołecznego Warszawy, a wszystkie stopnie – zespół weryfikacyjny przy Regionalnej Pracowni Krajoznawczej w Warszawie.